# Vera Vasilyevna Kholodnaya
Vera Vasilyevna Kholodnaya (nhũ danh Levchenko; tiếng Ukraina: Віра Василівна Холодна ; tiếng Nga: Вера Васильевна Холодная; sinh ngày 5 tháng 8 năm 1893 – mất ngày 16 tháng 2 năm 1919) là một nữ diễn viên người Ukraina hoạt động ở Đế quốc Nga. Cô là ngôi sao phim câm đầu tiên của Đế quốc Nga. Đến nay chỉ có năm bộ phim của cô còn sót lại, và tổng số bộ phim mà cô đóng vẫn chưa rõ, có đồn đoán số phim dao động từ 50 đến 100 phim.

## Thân thế
Vera sinh ra ở Poltava (Đế quốc Nga, nay là Ukraina), cô chuyển đến Moskva sống cùng người bà góa năm lên hai tuổi. Lúc còn là thiếu nữ, cô mơ theo đuổi sự nghiệp mùa ba lê và đăng ký vào trường dạy ba lê ở Nhà hát Bolshoi. Từ lúc nhỏ, Vera đã tham gia các sân khấu kịch của gia đình. Năm lên 10 tuổi, Vera được gửi tới trường trung học (grammar school) nổi tiếng của Perepelkina.

## Sự nghiệp

### 1908–1917: Sự nghiệp cất cánh

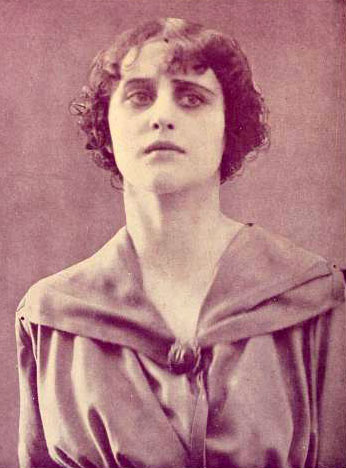
Vera Kholodnaya

Năm 1908, Vera tham dự một buổi biểu diễn Francesca da Rimini, với Vera Komissarzhevskaya vào vai chính. Cô cực kỳ ấn tượng với phong cách nghệ thuật của Komissarzhevskaya và quyết định thử sức với diễn xuất trong phim điện ảnh. Cô tiếp cận Vladimir Gardin (đạo diễn hàng đầu của Nga) và ông đã chọn cô đóng một vai nhỏ trong tác phẩm Anna Karenina
Năm 1915, Yevgeni Bauer là người chỉ đạo bộ phim Song of Triumphant Love (Pesn Torzhestvuyushchey Lyubvi) - một tác phẩm chính kịch tình yêu bí ẩn (sau Turgenev), và đang tìm kiếm nữ diễn viên sở hữu nhan sắc nổi bật. Khi Vera Kholodnaya được giới thiệu với Bauer, ông ngay lập tức đồng ý để cô đảm nhận vai diễn này do ấn tượng trước nhan sắc của cô.
Song of Triumphant Love trở thành tác phẩm cực kỳ thành công và Yevgeni Bauer ngay lập tức bắt đầu ghi hình một bộ phim nữa có sự tham gia của Kholodnaya. Đó là tác phẩm tâm lý tình cảm Flame of the Sky (Plamya Neba) nói về tình yêu tội lỗi của một người phụ nữ trẻ với một người đàn ông già đã góa vợ và con trai của ông. Tuy Flame of the Sky được ghi hình sau Song of Triumphant Love, bộ phim lại được chiếu trên màn ảnh trước và mang lại tiếng tăm cho Vera Kholodnaya.
Lúc đầu, Vera gặp khi truyền tải những sắc thái tâm lý phức tạp, nên cô bắt chước theo diễn xuất của Asta Nielsen, nhưng rồi dần phát triển lối diễn của riêng mình. Những bộ trang phục xa hoa và đôi mắt to màu xám của Vera khiến cô trở thành một hiện tượng bí ẩn trên màn ảnh, mê hoặc khán giả khắp Đế quốc Nga. Tác phẩm tiếp theo mà cô đóng là The Children of the Age (Deti veka) (được trình chiếu năm 1915) - một tác phẩm chính kịch được thực hiện với ý đồ phơi bày những vấn đề của xã hội.
Một tác phẩm nữa cực kỳ ăn khách của Vera là phim tâm lý tình cảm bi kịch The Mirages (1916) của Pyotr Chardynin, kế đến là 'phim chính kịch kỳ ảo' Beauty Must Reign in the World của Yevgeni Bauer, phim tâm lý tình cảm Fiery Devil, và một tác phẩm tâm lý tình cảm nữa mang tên A Life for a Life. A Life for a Life đã trở thành một trong những bộ phim nổi tiếng nhất trong sự nghiệp của Vera Kholodnaya và mang lại cho cô danh hiệu 'Nữ hoàng màn ảnh'. Tác giả danh hiệu này là Alexander Vertinsky, ông cực kỳ quý trọng nữ diễn viên và thường xuyên ghé qua nhà bà. Năm 1916, công ty của Khanzhonkov bắt đầu làm phim Pierrot với Vertinsky và Kholodnaya thủ vai chính. Tuy nhiên, thật không may là tác phẩm đã không thể được hoàn thành.
Đầu năm 1917, một trong những bộ phim hay nhất có sự tham gia của Vera Kholodnaya là By the Fireplace (U kamina) được trình chiếu, dựa trên một câu chuyện tình cảm lứa đôi nổi tiếng. Bộ phim mang màu sắc bi kịch nói về gia đình của người tình giàu có bị tan vỡ, mối tình của ông chấm dứt với cái chết của nhân vật chính do Vera Kholodnaya thể hiện. Thành công tác phẩm đã vượt qua mọi bộ phim được quay ở Nga trước đó. Phải đến năm 1918, bộ phim Be Silent, My Sorrow, Be Silent (Molchi, grust, molchi) ra rạp và mới nhận được sự hưởng ứng lớn. Như nhiều bộ phim của Vera, tác phẩm dựa trên một bài tình ca truyền thống của Nga. Cùng thời điểm ấy, có lẽ chẳng có bộ phim nào vấp phải nhiều chỉ trích như vậy, đặc biệt là giai đoạn sau cách mạng Nga. Đến giữa năm 1918, Vera Kholodnaya đã chuyển vị thế từ một diễn viên nổi tiếng và được ngưỡng mộ thành một hiện tượng thực sự của điện ảnh Nga.

### 1918: Thế chiến I và Cách mạng Nga
Những bộ phim cuối của Vera là Krasnaya zarya (1918), Zhivoy trup (1918) và The Last Tango (1918). Tuy nhiên, chỉ còn năm tác phẩm có Kholodnaya đóng được bảo tồn. The Children of the Age là phim ra đời sớm nhất trong số này. Những bộ phim còn lại lần lượt là: The Mirages (1916), A Life for a Life (1916), A Corpse Living (1918) và Be Silent, My Sorrow, Be Silent (1918). A Life for a Life là tác phẩm đã xây chắc vị thế minh tinh của Kholodnaya.

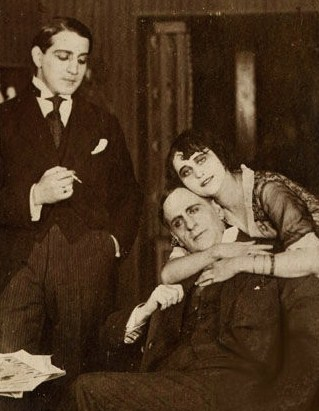
Ossip Runitsch, Ivan Khudoleev và Vera Kholodnaya

Sau khi chồng phải nhập ngũ để chiến đấu trong Thế chiến I, Kholodnaya đã ký hợp đồng với hãng phim đối thủ của Khanzhonkov. Trong Thế chiến I, Kholodnaya tham gia vào các buổi hòa nhạc từ thiện, bán quà để hỗ trợ binh lính và gia đình họ. Các chiến sĩ đã tôn sùng Kholodnaya, mệnh danh cô là "Verochka của chúng ta". Trong những lần tạm nghỉ giữa các buổi ghi hình, Kholodnaya đã ra tiền tuyến để thăm chồng.
Vào thời điểm diễn ra Cách mạng Nga, cứ ba tuần là một bộ phim mới của Kholodnaya được phát hành. At the Fire Side (1917) là tác phẩm gặt hái thành công thương mại lớn của cô: phim được chiếu tại các rạp cho tới năm 1924, khi chính quyền Liên Xô lệnh tiêu hủy nhiều phim của Kholodnaya. At the Fire Side là tác phẩm dựa trên một câu chuyện tình tay ba. Thành công của phim đã thúc đẩy đạo diễn Petr Chardynin làm phần phim tiếp theo mang tên Forget about the Fire, the Flame's Gone Out (1917) - được phát hành trong Cách mạng Tháng Mười Nga. Forget about the Fire, cùng với một phim nữa là Be Silent, My Sorrow, Be Silent (1918) –  cả hai phim đều có đề tài về xiếc –  đã công phá toàn bộ kỷ lục phóng vé của điện ảnh Nga tiền cách mạng.
Trong Nội chiến Nga, chính quyền Bolshevik yêu cầu các công ty sản xuất phim chế tác ít phim tâm lý tình cảm hơn và nhiều bản chuyển thể tác phẩm kinh điển hơn. Theo đó, Kholodnaya được chọn đóng trong bản chuyển thể màn ảnh cuốn The Living Corpse của Tolstoy. Khả năng diễn xuất của cô trong phim này được Konstantin Stanislavski tán dương, và ông đã chào mời Vera tham gia đoàn kịch của Nhà hát nghệ thuật Moskva.

## Đời tư
Tại lễ tốt nghiệp, Vera gặp Vladimir Kholodny (lúc ấy vẫn là sinh viên, và sau làm biên tập viên của nhật báo thể thao và một tay đua, ông được cho là một trong những tay đua ô tô đầu tiên của Nga). Họ kết hôn vào năm 1910 bất chấp sự phản đối của hai bên gia đình. Vera thường đi cùng chồng tới các trường đua (nguyên nhân dẫn đến một số tai nạn). Cô cũng lấy họ của chồng, dịch ra nghĩa là "người lạnh lùng". Sau đó, nhiều người đã chọn nó làm bút danh cho mình. Con gái họ tên Evgeniya chào đời vào năm 1912, và họ còn nhận nuôi một con gái tên Nata vào năm 1913.

## Tử vong
Các ghi chép chính thức của Nga ghi rằng Vera Kholodnaya tử vong trong đợt đại dịch cúm Tây Ban Nha bùng phát vào năm 1919. Tuy nhiên vẫn còn nhiều đồn đoán khác xoay quanh cái chết của cô. Những lời đồn khác cho rằng cô bị đại sứ Pháp đầu độc (người bị nghi đã ngoại tình với cô) và người này tin rằng cô là gián điệp của Bolshevik.

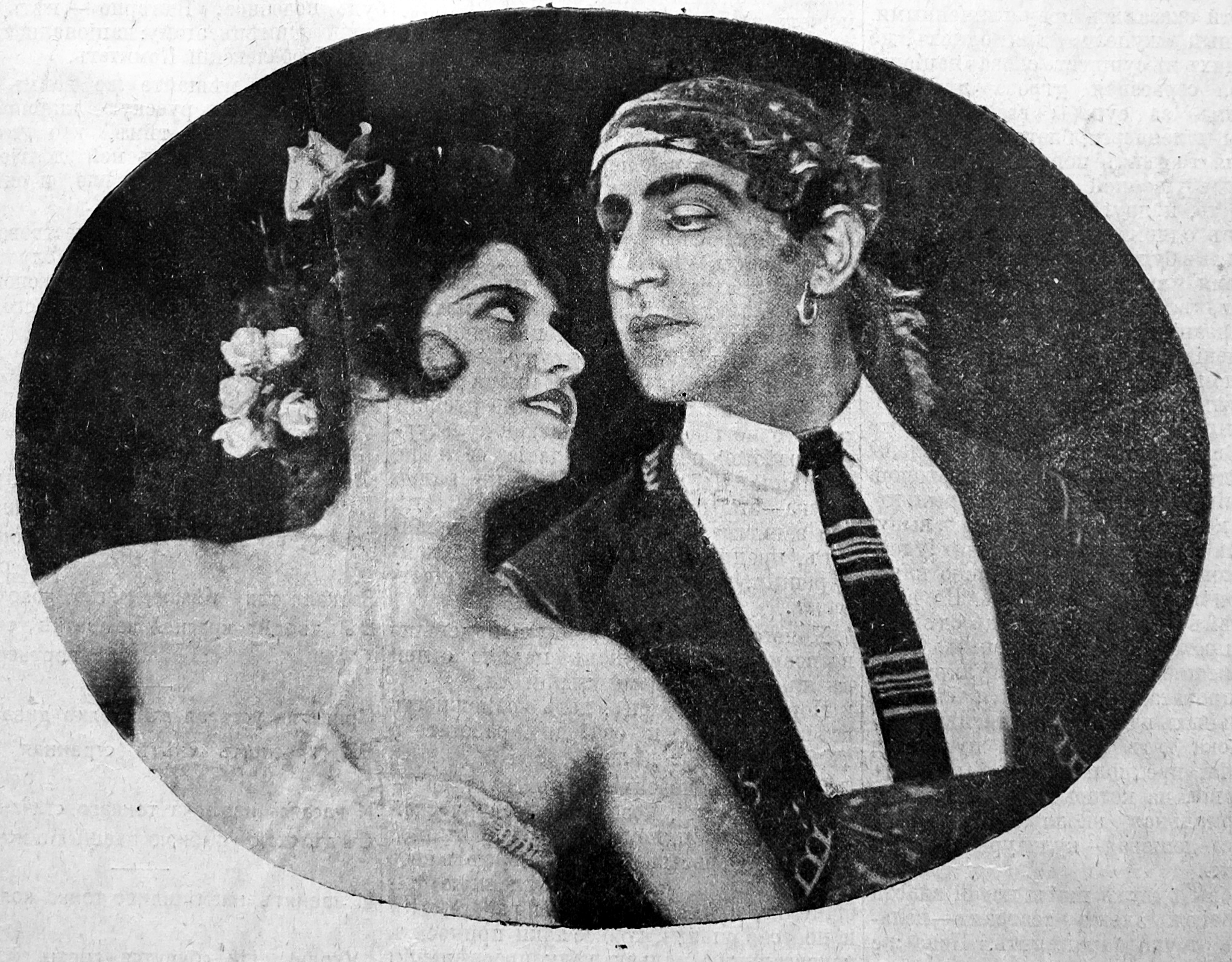
Vera Kholodnaya và Ossip Runitch trong phim The Last Tango (1918)

## Danh sách phim
Dưới đây là tám bộ phim của Kholodnaya còn sót lại, một phần hoặc toàn bộ tác phẩm:
| Năm  | Tựa phim                            |
| ---- | ----------------------------------- |
| 1914 | Anna Karenina                       |
| 1915 | Children of the Age                 |
| 1916 | Mirages                             |
| 1916 | A Life for a Life                   |
| 1917 | Tormented Souls (Izterzannye dushi) |
| 1918 | Be Silent, My Sorrow, Be Silent     |
| 1918 | Skazka liubvi dorogoi               |
| 1918 | The Last Tango                      |

### Phim bị thất lạc
| Năm  | Tựa phim                                                             |
| ---- | -------------------------------------------------------------------- |
| 1915 | Vaniushin's Children (Deti Vaniushina)                               |
| 1915 | Flame of the Sky (Plamia neba)                                       |
| 1915 | Song of Triumphant Love (Pesn' torzhestvuiushchei liubvi)            |
| 1915 | Nakazannyi Antosha                                                   |
| 1915 | Probuzhdenie                                                         |
| 1916 | Beauty Must Rule the World (V mir dolzhna tsarit' krasota)           |
| 1916 | Odna iz mnogikh                                                      |
| 1916 | Lunnaia krasavitsa                                                   |
| 1916 | Shakhmaty zhizni                                                     |
| 1916 | Razorvannye tsepi                                                    |
| 1917 | Stolichnyi iad                                                       |
| 1917 | Radi schast'ia                                                       |
| 1917 | Pytka molchaniia                                                     |
| 1917 | U kamina                                                             |
| 1917 | Izterzannye dushi                                                    |
| 1917 | Pochemu ia bezumno liubliu                                           |
| 1917 | Kak oni lgut                                                         |
| 1917 | Na altar' krasoty                                                    |
| 1917 | Toboi kaznennye                                                      |
| 1917 | Bluzhdaiushchie ogni                                                 |
| 1917 | Pozabud' pro kamin, v nem pogasli ogni                               |
| 1917 | Chelovek-zver'                                                       |
| 1918 | Zhivoi trup                                                          |
| 1918 | Ternistyi slavy put'                                                 |
| 1918 | The Woman who Invented Love (Zhenshchina, kotoraia izobrela liubov') |
| 1918 | Meshchanskaia tragediia                                              |
| 1919 | Azra                                                                 |
| 1919 | Krasnaia zaria                                                       |
| 1919 | V tiskakh liubvi                                                     |
| 1919 | Pesn' Persii                                                         |
| 1919 | Kira Zubova                                                          |

### Phim chưa bao giờ được phát hành
| Năm  | Tựa phim            |
| ---- | ------------------- |
| 1918 | Kniazhna Tarakanova |
| 1918 | Ispoved' monakhini  |
| 1919 | Tsyganka Aza        |
| 1919 | Dama s kameliiami   |